# Wawata Topu

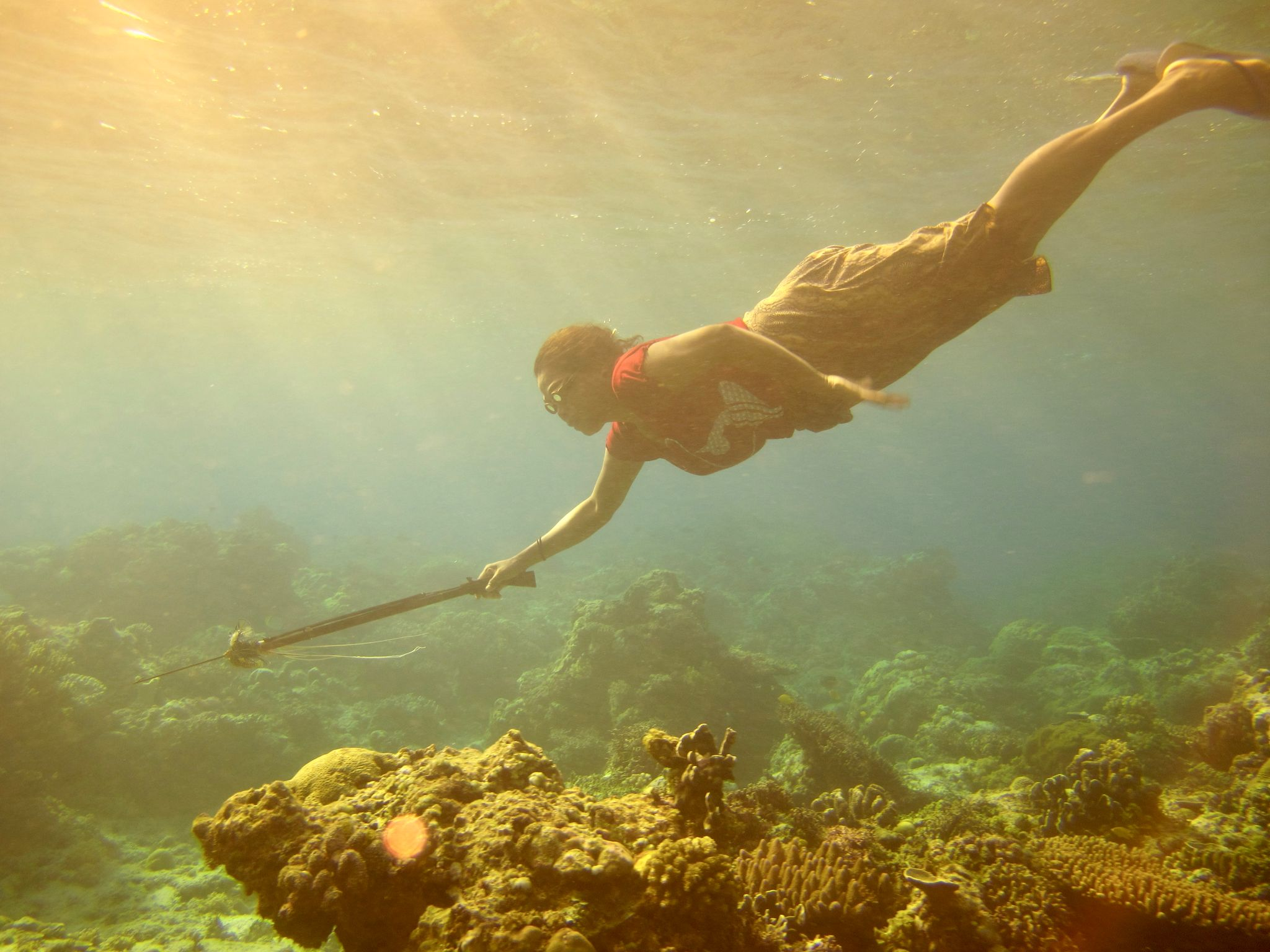
Eine Wawata Topu

Die Wawata Topu (Rahesuk; deutsch Taucherinnen, wörtlich: Fisch-Frauen) sind auf der osttimoresischen Insel Atauro Frauen, die mit Harpunen und Schwimmbrillen unter Wasser auf Fischjagd gehen. Sie leben in dem Dorf Adara an der Nordwestküste der Insel. Der Name leitet sich von lokalen Legenden ab, nach denen Übeltäter vom Meer verschluckt werden und als Fischmenschen wiederkehren.

## Hintergrund

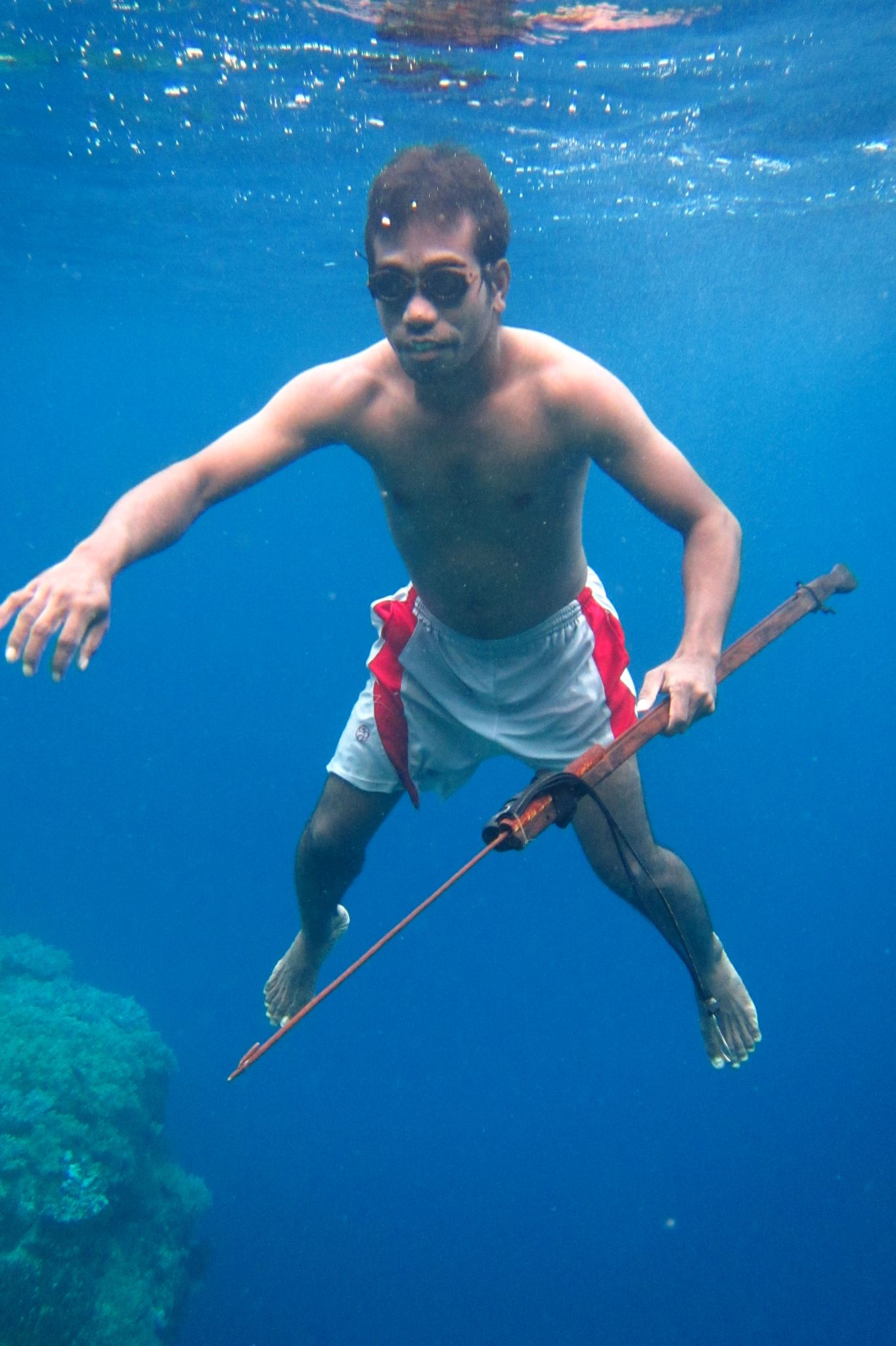
Ein Mann aus Adara auf der Fischjagd

Speerfischen hat auf Atauro eine lange Tradition. Während der indonesischen Besatzungszeit (1975–1999) führte die Provinzregierung Netze und andere Fischereimethoden ein. Dazu gehörten auch Dynamitfischen und die Verwendung von Cyaniden, was zu Überfischungen führte, wie zum Beispiel an den Riffen im Nordosten von Atauro. Frauen haben beim Fischfang Aufgaben, wie Netze zu knüpfen, die gefangenen Fische auszunehmen und zu trocknen.

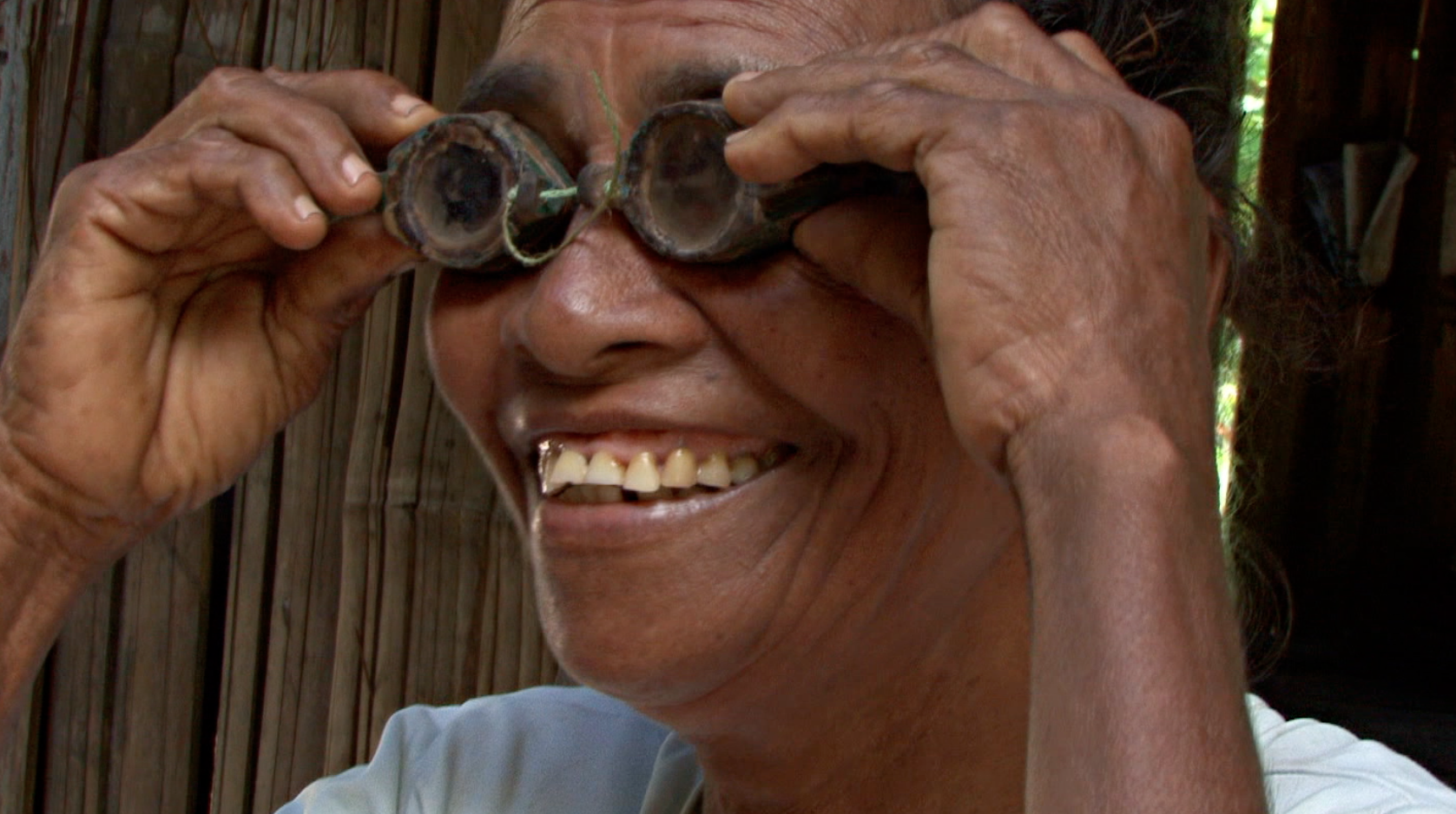
María Cabeça mit ihrer hölzernen Schwimmbrille (2012)

Die 1942 geborene María Cabeça aus dem Nachbardorf Atecru begann als erste der Frauen mit Harpune auf Fischfang zu gehen. Sie kopierte dabei die Männer in ihrer Arbeit. Die Not zwang sie zu diesem Schritt, obwohl die Männer sie aufforderten, sich wieder nur der Feldarbeit zu widmen, wie es sonst die Rolle der Frauen ist. Am Tag darauf gingen bereits weitere Frauen mit zum Tauchen. Die Frauen, die fischen gehen, haben meist einen niedrigen sozialen Status und benötigen die zusätzlichen Einnahmen. Mit zunehmender Trockenheit und sinkenden Erträgen aus dem Gartenbau nahm die Bedeutung der Fischerei durch die Frauen an Bedeutung zu.
Die Frauen tragen beim Tauchgang ihre normale Kleidung, einen Wickelrock (lipa), Bluse oder T-Shirt, Flip-Flops, dazu eine Schwimmbrille aus Holz und Kunststoff gefertigt. Gejagt werden kleinere Fische und Oktopusse. Der Fang wird getrocknet und auf dem Markt samstags in Beloi verkauft. Die Fische, die zu klein zum Trocknen sind, werden im eigenen Haushalt verbraucht. Oft betrifft dies den Fang der Frauen, während die Männer von den Booten aus größere Fische heimbringen. Die Frauen tauchen nur mittags vom Ufer aus in der Lagune, während die Männer dreimal pro Tag mit Beiros zum Fischen aufs Meer hinausfahren. Auch der Fang der Männer wird von den Frauen verarbeitet und auf den Markt gebracht.
Beloi liegt drei bis vier Stunden zu Fuß entfernt an der Ostküste der Insel, je nachdem wie schwer die Last ist, die man trägt. Zum Markt wird nur Fisch gebracht, weil Früchte für die Frauen zu schwer sind. Trotzdem ist der Weg für sie sehr mühsam. Die Frauen laufen im Dunkeln um 5 Uhr morgens los, mit dem getrockneten Fisch in Plastiktüten und Körben, geflochten aus Palmblättern, zunächst zum Strand von Arlo und von dort aus durch die Hügel auf die andere Seite der Insel. In Beloi warten sie dann auf die Fähre aus Dili, mit der die meisten Kunden kommen. Wenn die Fähre nachmittags ablegt, ist der Markt vorbei.
2012 lernte der osttimoresische Fotograf Nelson Turquel die Wawata Topu bei einem Besuch Atauros kennen und brachte erste Bilder von ihrer Arbeit mit. Der Filmemacher David Palazón und der Anthropologe Enrique Alonso-Población besuchten zusammen mit Nelson Turquel und dem Produktionsassistenten Mario Gomes ein Jahr später die Frauen. Es entstand der Dokumentarfilm Wawata Topu – Mermaids of Timor-Leste. Der Film wurde mehrfach in Dili und bei internationalen Dokumentarfilmfestivals gezeigt. María Cabeça erhielt daraufhin am 3. November 2013, dem nationalen Tag der Frau, von der Staatssekretärin für Gleichberechtigung Idelta Maria Rodrigues die Auszeichnung „Frau des Jahres“. Für die Übergabe des Preises verließ sie das erste Mal in ihrem Leben die Insel. Weitere Filmdokumentationen folgten.
Neben der Fischerei versucht man im Dorf auch vom Tourismus zu profitieren und baute deswegen Unterkünfte für Besucher. Zum Schutz der Fischgründe wird ein Meeresschutzgebiet um Atauro herum angestrebt, in dem nur traditionelle Fischerei erlaubt sein soll. Mittels Tara Bandu, des traditionellen Rechts, wurden lokale Regeln für die Fischerei in der Aldeia festgelegt.

## Filmographie

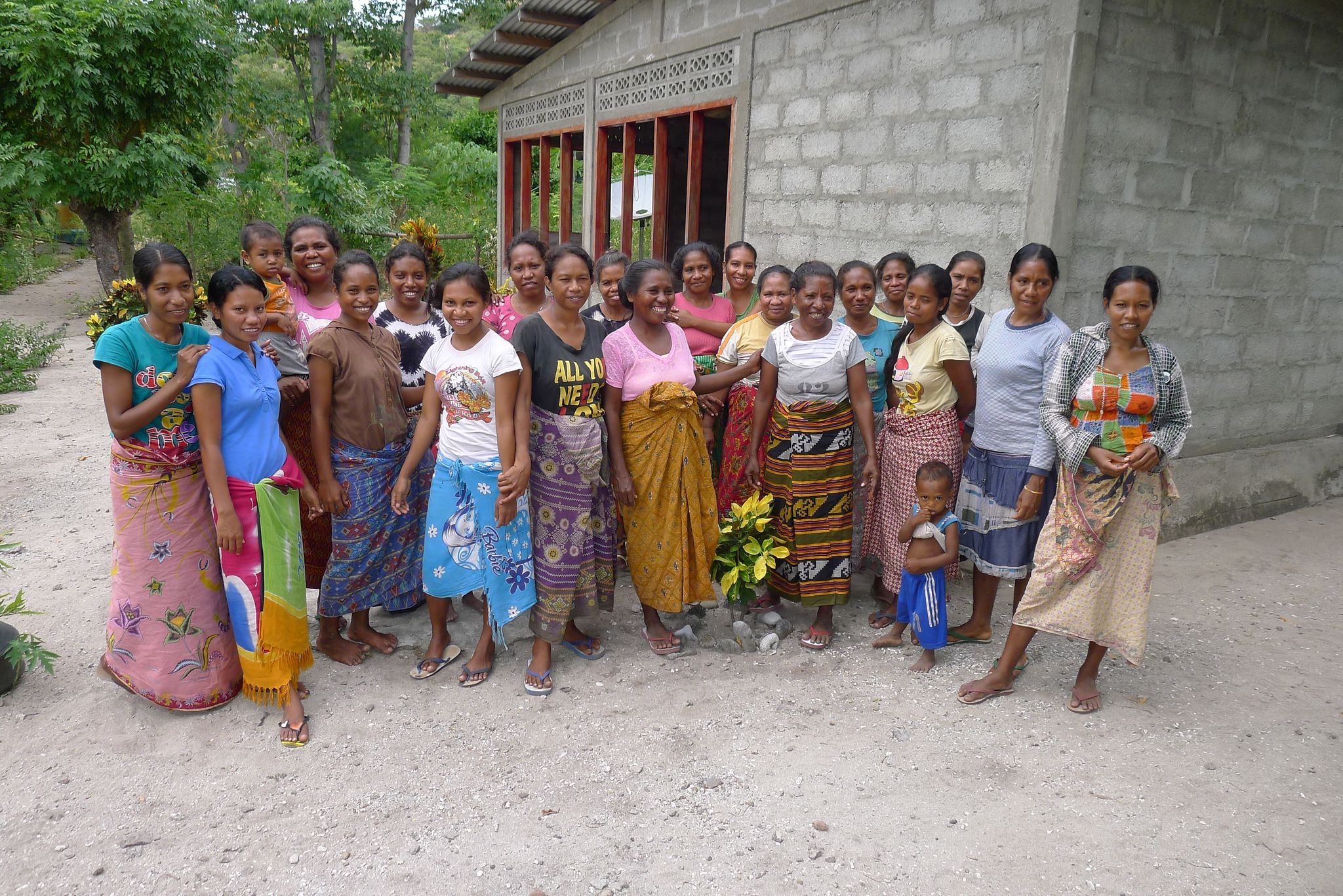
Die Wawata Topu in Adara (2012)

- Wawata Topu – Mermaids of Timor-Leste (2013).  Creative Commons 3.0 cc-by-nc-nd.
- Príncipes do Nada (2016), präsentiert von Catarina Furtado auf RTP 1.
- Timor-Leste from Below (2018), Scubazoo.
- A la rencontre des peuples des mers – Timor: les Wawata Topu/Osttimor: Die Wawata Topu – Der Clan der Taucherfrauen (2018), Dècoupages, auf Arte.
- Life – Menschen, Momente, Geschichten (2018), RTL
- Timor-Leste Mermaids – Timor-Leste from Below (2019)
- The Last Coral Kingdom (2020) von Cristina Mittermeier, Only One Ocean Collective.
- Culture Quest (2021) von Ian Grant, auf PBS.
- Women divers of the Atauro Island (2021), Wiederauflage des Films von Dècoupages 2018.